# De åbne døre
De åbne døre er en dansk dokumentarfilm fra 2001, der er instrueret af Iben Nielsen.

## Handling
Hvert år kommer ca. 2.500 unge mellem 15 og 21 i forbindelse med det psykiatriske behandlingssystem. To ud af tre er piger. Filmen følger gennem et år to patienter på Nordvang Ungdomspsykiatrisk Afdeling. Et åbent behandlingssted, hvor de indlagte opholder sig af egen fri vilje. Christina på 21 forsøgte første gang at begå selvmord som 11-årig og har siden bevæget sig ind og ud af psykoser. Maria på 18 er indlagt for tredje gang og har været igennem gentagne selvmordsforsøg, spisevægring og anden selvdestruktiv adfærd. De to kvinder fortæller med stor åbenhed om deres problemer, og filmen afdækker med sin ligefremme tone den hårfine grænse mellem normalitet og sygdom.